# Gruppe GT3

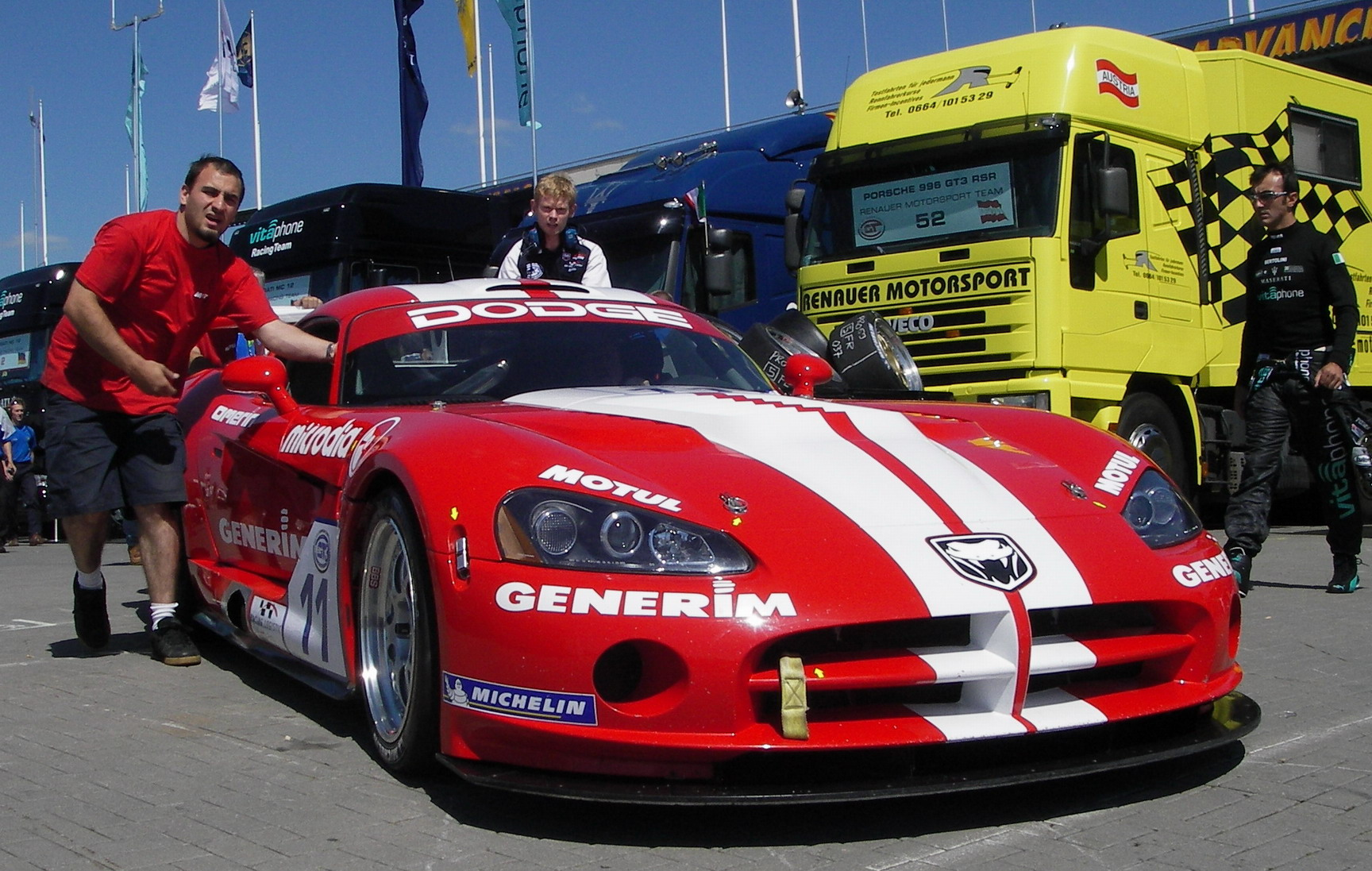
Dodge Viper Competition Coupe in Oschersleben 2006

Die Gruppe GT3 ist eine von der FIA im Jahre 2006 ins Leben gerufene Fahrzeugkategorie im Motorsport. Sie ist reserviert für Gran-Turismo-Fahrzeuge, die durch die FIA auf ein Leistungsniveau angeglichen sind.

## Geschichte
In Anlehnung an das Regelwerk des 24-Stunden-Rennen von Le Mans wurde 1994 die BPR Global GT Series gegründet. Sie war eingeteilt in die Kategorien GT1, GT2, GT3 und GT4. Startberechtigt waren neben Porsche-Cup-Fahrzeugen des Typs 911 Carrera und 968 Turbo auch Markenpokalfahrzeuge von Venturi und Ferrari.
Im Zuge der Ausweitung der Serie mit Rennen im asiatischen Raum wurden die Kategorien GT3 und GT4 ab 1996 in diesem Rahmen nicht weiter ausgetragen und durch eine Reihe von nationalen GT-Meisterschaften für diese Wagenklassen ersetzt. Dabei unterschieden sich allerdings die Bezeichnung und die zugelassenen Fahrzeuge von Land zu Land. (Großbritannien: Cup, Frankreich: Trophy Spanien: GT3.) In anderen GT-Serien war eine entsprechende Klasse überhaupt nicht ausgeschrieben oder musste gemeinsam mit leistungsstärkeren Fahrzeugen starten.
Daneben existierten in Europa weiterhin mehrere eigenständige Markenpokale für günstigere GT-Fahrzeuge: Die Trofeo Maserati Europa, die Ferrari Challenge und der Porsche Carrera Cup bzw. Porsche Supercup, auf nationaler bzw. internationaler Ebene. Besonders die im Carrera Cup genutzten Porsche 996 GT3 erreichten eine immense Verbreitung auch im nationalen Breitensport.
2006 wurde eine eigene GT3-Europameisterschaft mit einem von der FIA verabschiedeten Reglement ins Leben gerufen. Dies erlaubte auch die Teilnahme weiterer Marken. Einige Hersteller entwickelten in der Folge spezielle neue GT-Fahrzeuge, die nicht aus Markenpokalen entstammten. So zum Beispiel Aston Martin oder Ascari. Eine Reihe nationaler Meisterschaften übernahmen das Reglement der GT3 und strichen die Rennen der GT1- und GT2-Klasse, mit ihren vergleichsweise teuren Wagen. Auch GT-Serien in Übersee, wie beispielsweise Australien und Brasilien übernahmen das bislang hauptsächlich in Europa eingesetzte Reglement.
Trotz des allgemeinen Erfolges schrumpften vor allem in der britischen und belgischen GT-Meisterschaft das Starterfeld gegenüber den zuvor recht freizügigen Jahren. Mit dem Einstieg mehrerer Automobilhersteller explodierten seit 2008 zudem die Kosten. So kostete ein Cup-Porsche 2006 rund 150.000 Euro,
ein speziell auf die GT3 angepasster Cup S 2008 hingegen 300.000 Euro.
Der ursprünglich als Referenzfahrzeug herangezogene Cup-Porsche war über die Jahre nicht mehr ausreichend konkurrenzfähig und fuhr in diversen nationalen Meisterschaften trotz Balance of Performance mittlerweile wieder in einer eigenen Kategorie. Auf der anderen Seite drangen gebrauchte und neue Fahrzeuge in den Breitensport, in Deutschland beispielsweise in die VLN Langstreckenmeisterschaft Nürburgring vor.
Während Serien wie die Europameisterschaft und die neu geschaffene Blancpain Endurance Series, welche von SRO Motorsports Group organisiert wurden, starke GT3-Starterfelder vorweisen konnten, stagnierte die mit GT1-Fahrzeugen ausgetragene FIA-GT1-Weltmeisterschaft. Daher wechselte auch die Weltmeisterschaft 2012 auf das technische Reglement der GT3. Damit war die Gruppe GT3 im Jahre 2017 die einzige von der FIA ausgeschriebene GT-Kategorie.
Im Laufe der 2010er Jahre wurden die GT3 Serien immer professioneller. Entgegen ihrer ursprünglichen Idee als Kundensport engagierten sich immer mehr Hersteller mit eigenen Werksteams bzw. unterstützen bereits etablierte Teams. Aktuelle Beispiele hierfür sind das belgische Rennsportteam WRT oder das deutsche ROWE Racing Team. Beide Teams erhalten Unterstützung durch BMW. Mit der Professionalisierung einher stiegen auch die allgemeinen Kosten für den Einsatz der GT3 Fahrzeuge. Ein aktueller BMW M4 GT3 kostet netto 415.000 € und damit doppelt so viel wie zu Beginn der GT3-Klasse.

### Rennserien

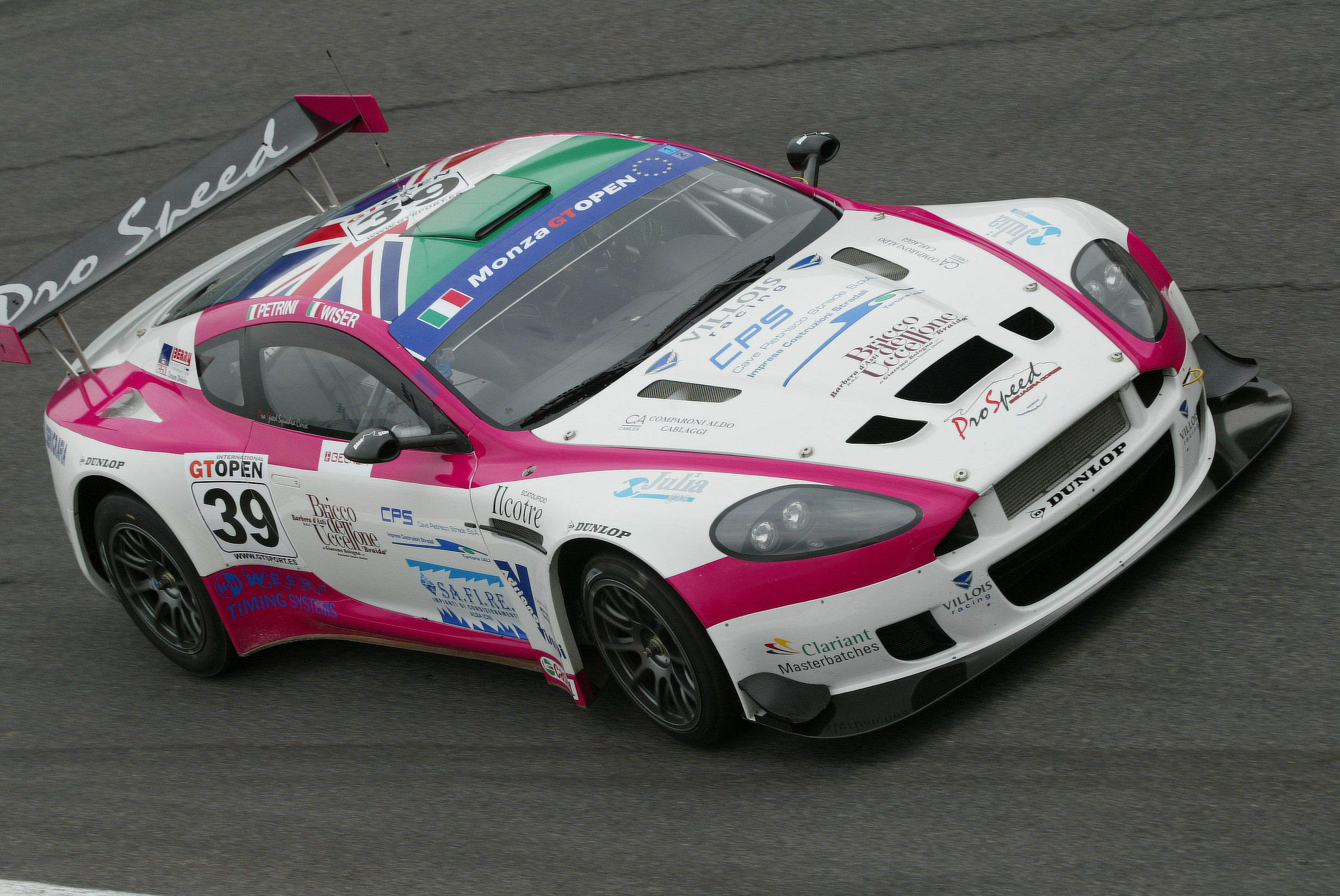
Aston Martin DBRS9 der International GT Open

- FIA-GT-Serie (ehemals FIA-GT1-Weltmeisterschaft)
- FIA-GT3-Europameisterschaft
- Blancpain Endurance Series
- Asian Le Mans Series
- United Sports Car Championship
- International GT Open
- Intercontinental GT Challenge
- European Le Mans Series
- ADAC GT Masters (Deutschland)
- Deutsche GT-Meisterschaft
- Australische GT-Meisterschaft
- Belgische GT-Meisterschaft (ehemals Belcar)
- Brasilianische GT-Meisterschaft
- Britische GT-Meisterschaft
- Französische GT-Meisterschaft
- Italienische GT-Meisterschaft
- Spanische GT-Meisterschaft
- Super GT (mit Anpassungen in der GT300-Klasse)
- DTM
- IMSA WeatherTech SportsCar Championship (GTD)
- WEC (seit 2024, Klasse LMGT3)

## Technisches Reglement
Das Technische Reglement der GT3-Europameisterschaft wird durch Artikel 257A im Anhang J des Internationalen Sportgesetzes beschrieben. Gewicht und Reifendimensionen sowie die Größe der Luftmengen- und Ladedruckbegrenzung werden zentral von der FIA festgelegt, um für alle Fahrzeuge der Gruppe GT3 eine Chancengleichheit zu gewährleisten. Zu Beginn jeder Saison werden alle Hersteller zu einem Vergleichstest der FIA eingeladen um alle GT3-Fahrzeuge anzugleichen. Dabei war der Cup-Porsche in den Anfangsjahren das Referenzfahrzeug, aktuell legt die FIA ein Leistungsniveau auf Basis der eingesetzten Fahrzeuge fest.

## Fahrzeuge
Die Fahrzeuge, die in der Gruppe GT3 starten wollen, müssen zuerst von der FIA offiziell homologiert werden.

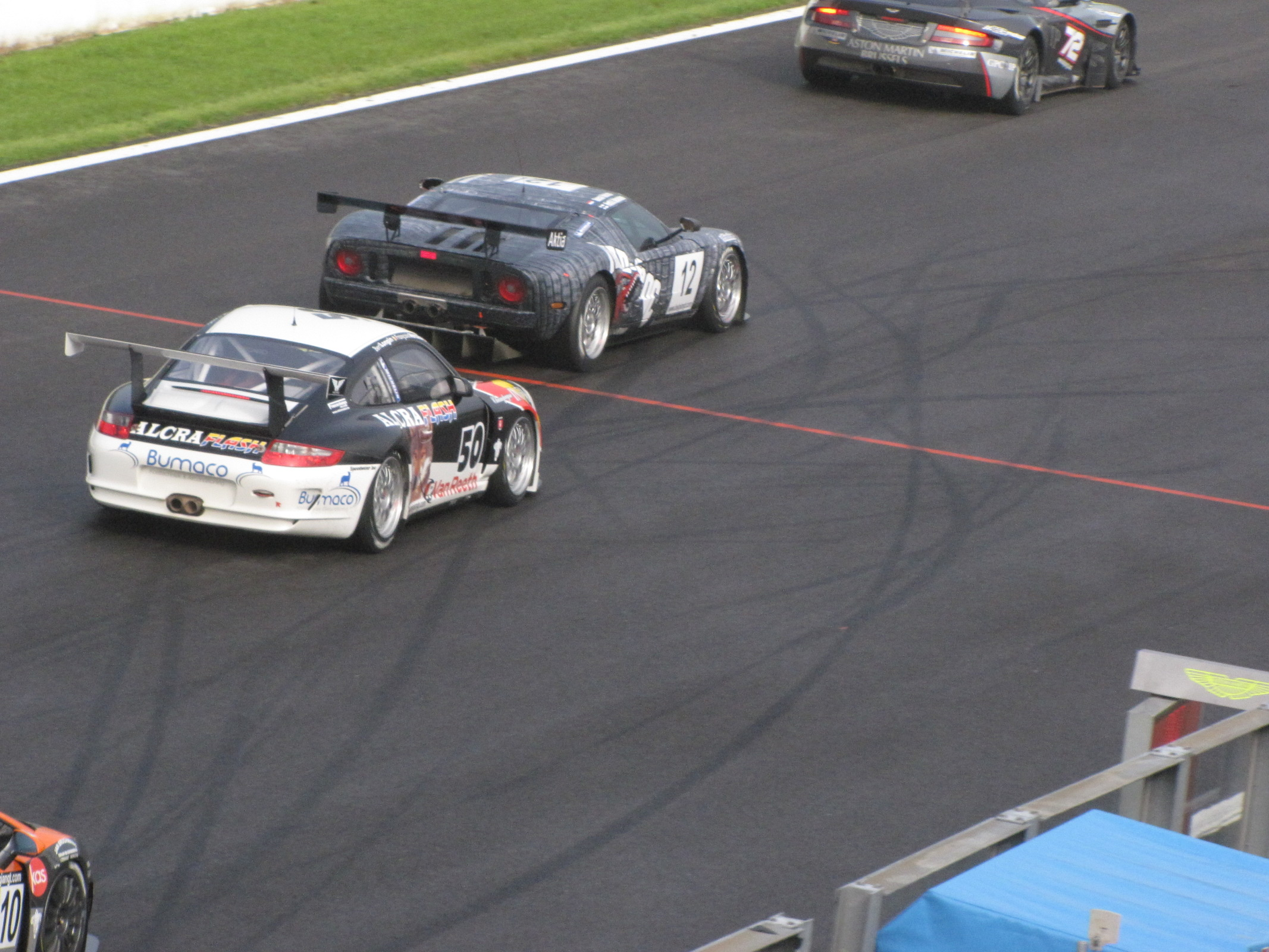
GT3-Fahrzeuge, Spa 2009
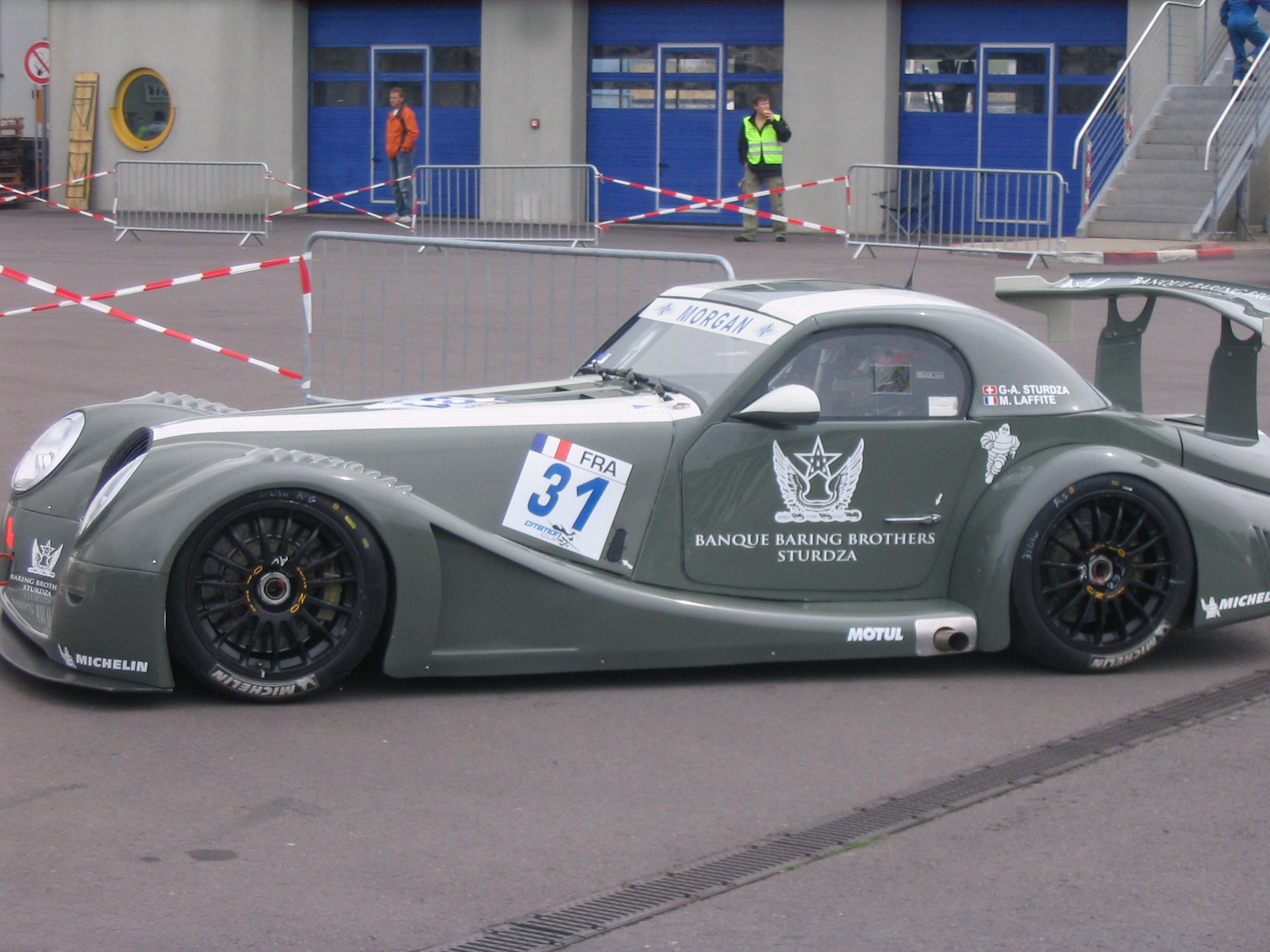
Morgan Aero 8 GT3
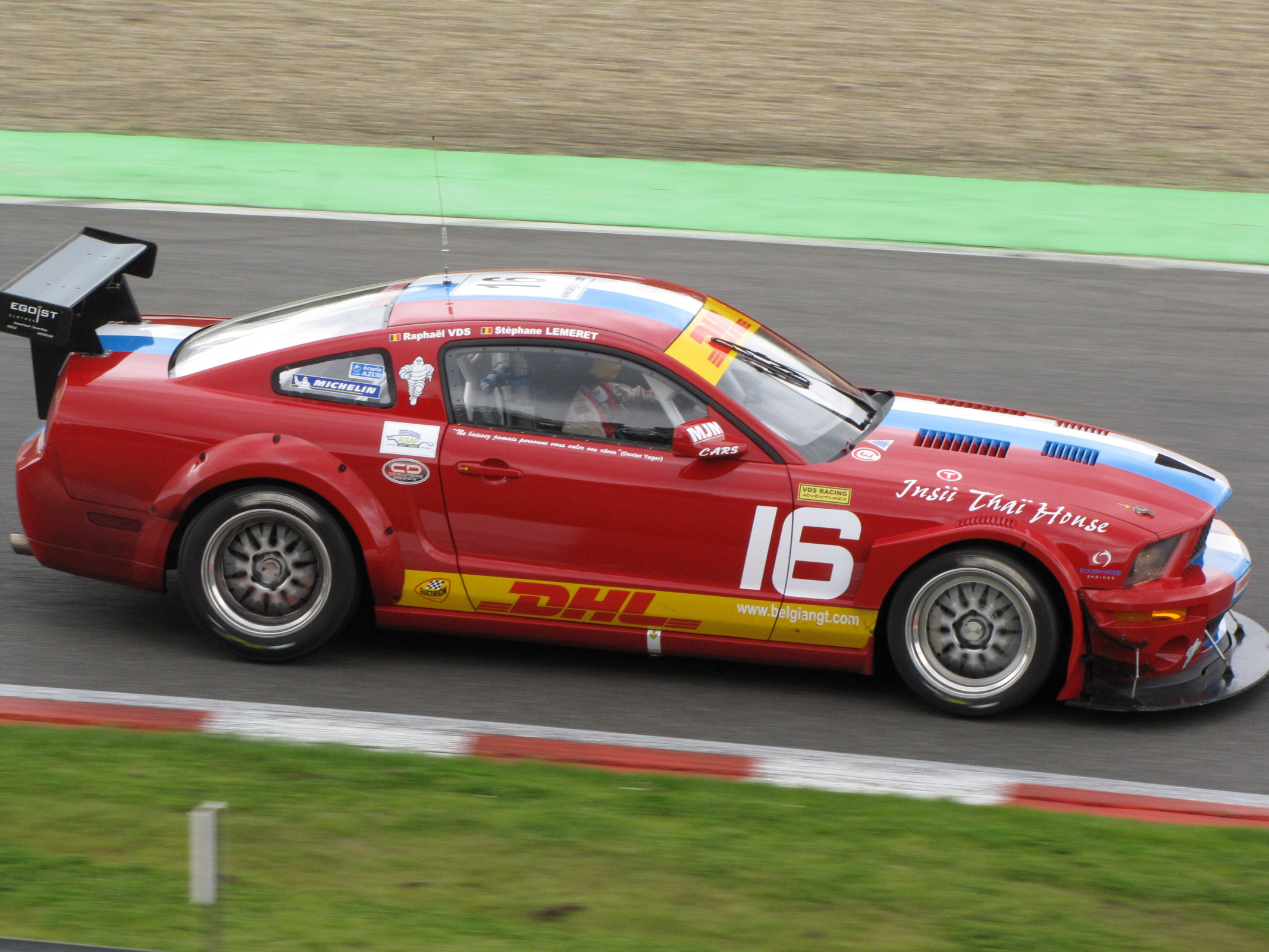
Ford Mustang FR500GT
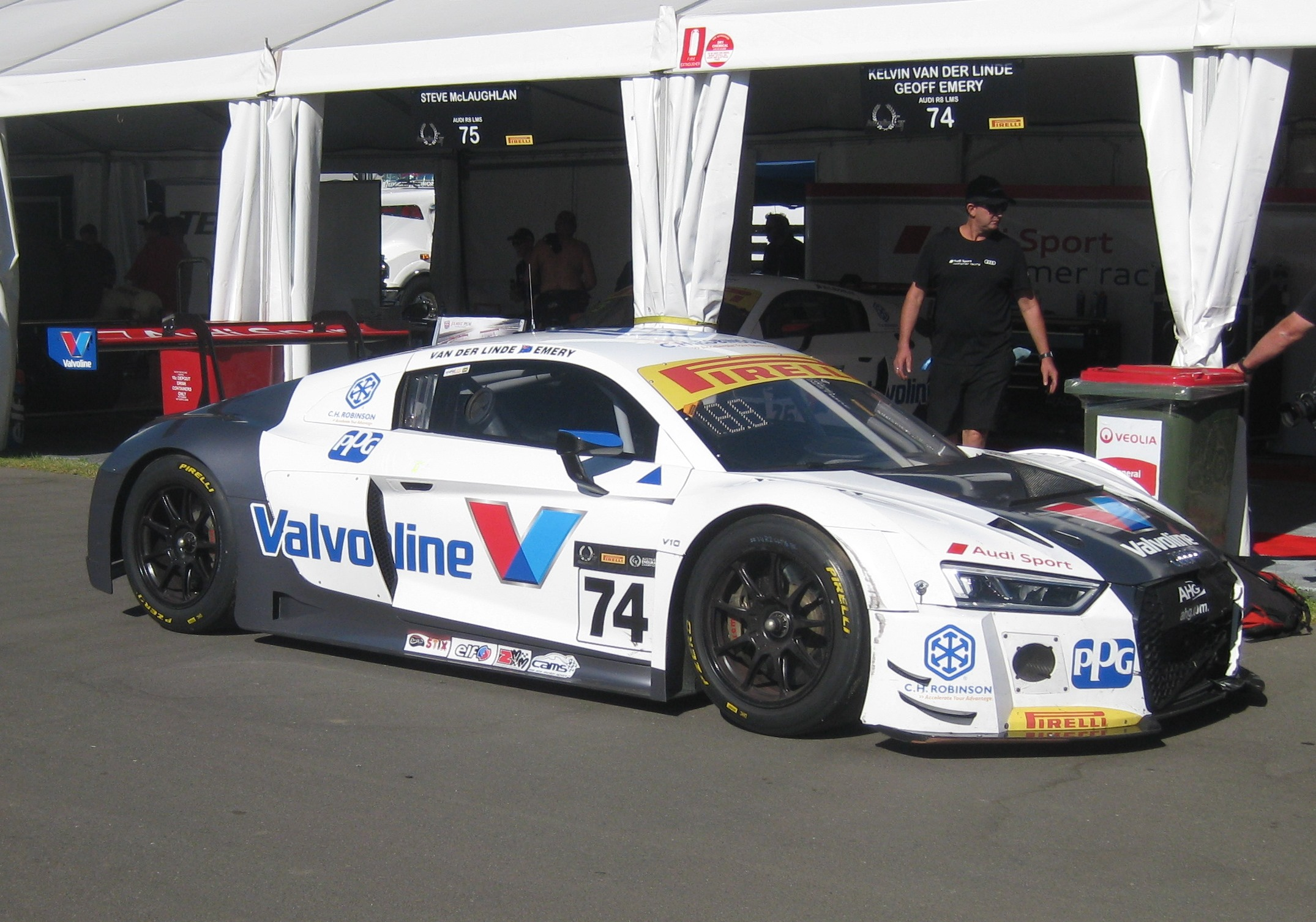
Audi R8 LMS GT3, Adelaide 2017

| Nr.     | Gültig ab  | Ende | Marke                | Fahrzeug                         | Kommentar                |
| ------- | ---------- | ---- | -------------------- | -------------------------------- | ------------------------ |
| GT3-001 | 01.10.2006 | 2019 | Maserati             | Coupe Grand Sportif Light        |                          |
| GT3-002 | 01.10.2006 | 2019 | Dodge                | Viper Competition Coupe          |                          |
| GT3-003 | 01.11.2006 | 2019 | Aston Martin         | DBRS9                            |                          |
| GT3-004 | 01.11.2006 | 2019 | Lamborghini          | Gallardo GT3-R                   |                          |
| GT3-005 | 01.05.2007 | 2019 | Corvette             | Z06R GT3                         |                          |
| GT3-006 | 01.03.2007 | 2019 | Ascari               | KZ1 GT3                          |                          |
| GT3-007 | 01.04.2007 | 2019 | Porsche              | 911 GT3 Cup (Typ 997 MY06)       |                          |
| GT3-008 | 01.12.2008 | 2019 | Venturi Automobiles  | GT3 Heritage                     |                          |
| GT3-009 | 01.03.2007 | 2019 | Ferrari              | F430                             |                          |
| GT3-010 | 01.05.2007 | 2019 | Ford                 | Mustang FR 500C - GT             |                          |
| GT3-011 |            |      | Ford                 | GT                               | Homologation ausgelaufen |
| GT3-012 |            |      | Jaguar               | XKR Coupe                        | Homologation ausgelaufen |
| GT3-013 | 01.09.2007 | 2019 | Morgan               | Aero 8 GT3                       |                          |
| GT3-014 | 01.10.2007 | 2019 | Lotus                | Exige GT3                        |                          |
| GT3-015 | 01.04.2008 | 2019 | Porsche              | 911 GT3 Cup S (Typ 997)          |                          |
| GT3-016 | 01.05.2008 | 2019 | Ford                 | GT                               |                          |
| GT3-017 | 01.05.2009 | 2019 | Audi                 | R8 LMS                           |                          |
| GT3-018 | 01.05.2009 | 2019 | BMW Alpina           | B6 GT3                           |                          |
| GT3-019 | 01.05.2009 | 2019 | Ferrari              | 430 Scuderia                     |                          |
| GT3-020 | 01.05.2009 | 2019 | Dodge                | Viper Competition Coupe Series 2 |                          |
| GT3-021 |            |      | Jaguar               | XKR S                            | Homologation ausgelaufen |
| GT3-022 | 01.05.2009 | 2019 | Morgan               | Aero Super Sport                 |                          |
| GT3-023 | 01.05.2010 | 2019 | BMW                  | Z4 GT3 (E89)                     |                          |
| GT3-024 | 01.05.2010 | 2019 | Lamborghini          | Gallardo LP600 GT3               |                          |
| GT3-025 | 01.05.2010 | 2024 | Porsche              | 911 GT3 R (Typ 997)              |                          |
| GT3-026 | 01.05.2010 | 2022 | Corvette             | Callaway Corvette Z06R GT3       |                          |
| GT3-027 |            |      | Ford                 | Mustang MarcVDS GT3              | Homologation ausgelaufen |
| GT3-028 | 01.05.2011 | 2019 | Mercedes             | SLS AMG GT3                      |                          |
| GT3-029 | 01.05.2011 | 2024 | Ferrari              | 458 Italia GT3                   |                          |
| GT3-030 | 01.04.2012 | 2026 | Nissan               | GT-R Nismo GT3                   |                          |
| GT3-031 | 01.04.2012 | 2019 | McLaren Automotive   | MP4-12C                          |                          |
| GT3-032 | 01.05.2012 | 2019 | Aston Martin         | Vantage GT3                      |                          |
| GT3-033 | 01.04.2012 | 2019 | Chevrolet            | Camaro                           |                          |
| GT3-034 | 01.11.2013 | 2020 | Maserati             | GranTurismo MC GT3               |                          |
| GT3-035 | 01.04.2014 | 2023 | Bentley              | Continental GT3                  |                          |
| GT3-036 | 01.01.2015 | 2022 | Dodge                | Viper GT3-R                      |                          |
| GT3-037 | 01.02.2015 | 2022 | McLaren              | 650S                             |                          |
| GT3-038 | 01.05.2015 | 2030 | Audi                 | R8 LMS                           |                          |
| GT3-039 | 01.08.2015 | 2022 | Cadillac             | ATS-V.R GT3                      |                          |
| GT3-040 | 01.12.2015 | 2023 | Lamborghini          | Huracán GT3                      |                          |
| GT3-041 | 01.03.2016 | 2025 | Porsche              | 911 GT3 R (991)                  |                          |
| GT3-042 | 01.03.2016 | 2029 | Mercedes-Benz        | Mercedes-AMG GT3                 |                          |
| GT3-043 | 01.03.2016 | 2023 | BMW                  | F13 M6 GT3                       |                          |
| GT3-044 | 01.03.2016 | 2028 | Ferrari              | 488 GT3                          |                          |
| GT3-045 | 01.06.2016 | 2026 | Corvette             | Callaway Corvette C7 GT3-R       |                          |
| GT3-046 | 01.01.2017 | 2029 | Toyota               | Lexus RC F GT3                   |                          |
| GT3-047 | 01.03.2017 | 2028 | American Honda Motor | Acura NSX GT3                    |                          |
| GT3-048 | 01.04.2018 | 2030 | Nissan               | Nissan GT-R NISMO GT3 2018       |                          |
| GT3-049 | 01.04.2018 | 2025 | Bentley              | Continental GT3 2018             |                          |
| GT3-050 | 01.02.2019 | 2028 | Porsche              | 911 GT3 R (991 II)               |                          |
| GT3-051 | 01.03.2019 | 2030 | Aston Martin         | Vantage AMR GT3                  |                          |
| GT3-052 | 01.04.2019 | 2026 | McLaren              | 720S GT3                         |                          |
| GT3-053 | 01.01.2022 | 2029 | BMW                  | M4 GT3 (New)                     |                          |
| GT3-054 | 01.12.2022 | 2029 | Lamborghini          | Huracán GT3 Evo2                 |                          |
| GT3-055 | 01.12.2022 | 2030 | Porsche              | 911 GT3 R (992)                  |                          |
| GT3-056 | 01.01.2023 | 2030 | Ferrari              | Ferrari 296 GT3                  |                          |
| GT3-057 | 01.12.2023 | 2030 | Chevrolet            | Chevrolet Corvette Z06 GT3.R     |                          |